# Милош Поповић
Милош Поповић (Чајетина, 27. фебруара 1876 — Београд, 7. септембар 1954) био је српски политичар, пионир извиђаштва и трезвењачки активиста.
Године 1907. основао је друштво за борбу против алкохолизма под називом Савез трезвене младежи, а четири године доцније године Савез извидника и планинки. Био је први уредник листа Савезник, начелник Министарства социјалне политике и управник Клиничких болница у Београду. После Другог светског рата постаје председник Црвеног крста Југославије.
Оснивач је периодичног листа Скаутски гласник: Орган Савеза скаута Краљевине Југославије који је излазио од 1920. до 1941.

## Биографија
Основну школу је завршио у Ужицу, нижу гимназију у Смедереву, пети разред гимназије у Крагујевцу, а устале разреде и матуру у Београду. Факултет и докторат је похађао од 1895. до 1901. године у Бечу.

## Активности Милоша Поповића

### Савез трезвене младежи
Превелики број људи оданих алкохолу, здравствени проблеми и висока смрност, нарочито међу децом и омладином, навела су Милоша Поповића на идеју о оснивању покрета против ове опасне и ружне навике – алкохолизма. Студирајући у Бечу упознао се са швајцарским професором Августом Форелом, који га је одушевио својом Покретом за борбу против алкохолизма.
По повратку у Србију, 1901. Године, с Јованом Данићем (првим српским неуропсихијатром) на челу и М. Миљковићем оснива покрет под називом Савез трезвене младежи. У пролеће 1912. године Савез трезвене младежи је бројао 80 кола са 8.000 чланова широм земље. На челу листе најистакнутијих трезвењака је било Његово Величанство Краљ Петар I, велики добротвор и доживотни лични апстинент. Велику помоћ покрету пружа и Август Форел. Ускоро покрет добија подршку Гут-темплерског реда (Добрих храмовника). Усвојена је гут-темплерска организација (успостављање ложа) и правило апстиненције (потпуног уздржавања). Ко год је приступио покрету обавезивао се да алкохол неће ни узимати, ни справљати, ни другоме давати. Захваљујући материјалној помоћи Добрих храмовника штампан је низ преведених и оригиналних књига и брошура у којима се указивало на сву погубност алкохола, и заразних болести, посебно туберкулозе.
У трезвењачком покрету Милош Поповић је један од најистакнутијих. 1910. године Основао је и уређивао часопис Савезник. Под његовим утицајем састављани су или превођени, па извођени кратки позоришни комади: Да сам раније знао, Кобна чаша, Мртваци а пијете.
Иако је трезвењачки покрет међу ђачком омладином узимао све више маха, Милош Поповић ипак није био задовољан. Сматрао је да се једна велика и лоша навика, као што је алкохолизам, не може тек тако смањивати и на крају ишчезнути. Једино решење је била нека друга, јача навика која би га истиснула. Сматрао је да трезвењаштву недостаје – садржај. Садржај је нашао у скаутизму (извиђаштву).

### Извиђачи
1908. године добија књигу немачког војног лекара Лиона, која је у ствари била немачки превод књиге Роберта Бедена Пауела Извиђаштво за дечаке. Милош Поповић објављује њене одломке. Реч скаут преводи као четник. Превод ове речи образложио је овако:
Ми у нашој историји нисмо имали извиднике који се крећу по прашумама и непознатим пространствима, али јесмо ускоке, хајдуке и четнике који су бранили част и имовину свог народа.
Превод речи скаутизам је гласио четништво, па су тако и припадници новостворене организације називани малим четницима. По стварању Краљевине Срба, Хрвата и Словенаца, ради доприноса миру у држави, уместо четник прихвата реч извидник, која се задржала до данашњих дана.
Настаје часопис Савезник – Четник. У то време продаја часописа Савезник - Четник на територији суседне Аустроугарске царевине бива забрањена, а преведену Лионову књигу под насловом Четник у Србији нико није хтео да објави. Милош Поповић је одлучио да то уради о свом трошку. Након изласка књиге, Српски књижевни гласник (бр.269) је обасипа похвалама и назива је златном књигом за омладину, док је истовремено Аустроугарске власти проглашавају опасном. Током окупације Србије у време Првог светског рата (1915 — 1918) за књигом се трагало. Одузимана је и спаљивана када год би неки аустријски војник наишао на њу. На срећу, неке књиге су ипак остале сачуване, па је тако након ослобођења, 1925. Године ова књига прештампана, али под насловом Извидник. На првој страници књиге је писало:
Милош Поповић путује по Србији и по школским двориштима окупља омладину. У тим говорима рекао је и ово:
Прва и најважнија дужност нас скаута је да научимо да будемо здрави, ради нас самих, али и породице, народа, државе, и ако хоћете читавог човечанства.
Скаутизам је школа здравља, опстанка и моралности. Начин стицања корисних навика које истискују убилачке. Словенским нацијама недостаје довољно развијено осећање дужности. Развијање тог осећаја један је од најважнијих задатака скаутизма. Одговорност за сопствено здравље и понашање.
Прихвативши организацију, правила, вештине, одевање, ознаке, већ у то доба скаута света, истицао је и дубље васпитне циљеве: вера у Бога, поштовање владара, помагање властима али и слабима, поштовање туђе имовине, чињење добрих дела, уздање у старијег (родитеља, старијег брата, друга), уздање у лекара.
За разлику од омладине, одраслима је много теже било објаснити шта су то скаути и шта је њихов циљ. Једном приликом је рекао:
Зар не видите да је у Уједињеном Краљевству Краљ покровитељ скаутизма ! Локалне власти у Немачкој, Мађарској, Француској помажу скауте обилато, а нетачно је оно што доказују пацифисте и социјалисте да скаутизам међу омладином шири ратништво. Има правила сличних војним, и то је све. А у Србији су најжешћи противници скаутизма осведочени пријатељи алкохола, који сматрају да се без тог порока не може четовати!
Један покушај објашњавања одраслима било је предавање др Милоша поповића по имену "О моралном здрављу и болестима омладине", одржано у Београду 1912. године. Апеловао је на српску јавност да веома озбиљно схвати утицаје алкохола на људску психу и морал, за које је изложио да су неповратни, као и наследни. Позвао се на научна истраживања и оценио да је у Србији "пандемија" моралних болести у повратној спрези са лоших навикама и културом која гаји превише нехајан однос према алкохолу, пороцима и моралу уопште. Позвао је јавност на дискурс, мобилизацију и подршку "Трезвеној омладини", а одсутне оценио као "моралне болеснике најлакшег, најбројнијег облика" (оног који равнодушношћу и релативизацијом проблема доприноси пандемији).
За време Балканских ратова (1912 и 1913) од стотинак малих четника образован је кор малих добровољаца. Помагали су по надлештвима и болницама, онако као што су својевремено у Јужној Африци, током енглеско - бурског рата, поступали дечаци у опседнутом Мафекингу. Први светски рат прекинуо је и ово. Немајући довољно практичног и техничког искуства, наш предратни скаутизам се, по Милошу Поповићу, може сматрати као претеча правом. 1917. Године у Водени (данас Едеси) у Грчкој Милош Поповић обнавља и трезвењаштво и скаутизам.

## Смрт
Милош Поповић је умро 7. септембра 1954. године у 79. години живота. Сахрањен је на Новом гробљу у Београду.